# Дилоксанид
Дилоксанид — лекарство, используемое для лечения инфекций амебы. В местах, где инфекции не распространены, это лечение второй линии после паромомицина, когда у человека нет симптомов. Для людей с симптомами он используется после лечения метронидазолом или тинидазолом. Принимается внутрь.
Дилоксанид обычно имеет легкие побочные эффекты. Побочные эффекты могут включать метеоризм, рвоту и зуд.
Во время беременности рекомендуется принимать его после первого триместра.
Это просветный амебицид, что означает, что он действует только при инфекциях в кишечнике.
Дилоксанид вошел в медицину в 1956 г. Он включен в Список основных лекарственных средств Всемирной организации здравоохранения . По состоянию на 2012 год он не был коммерчески доступен в большинстве развитых стран.

## Медицинское применение
Дилоксанида фуроат действует только в пищеварительном тракте и является люменальным амебицидом. Это лечение второй линии при заражении амебами, когда симптомы отсутствуют, но у человека появляются кисты в местах, где инфекции не распространены. Паромомицин считается препаратом первой линии в этих случаях.
Для людей с симптомами он используется после лечения амбецидами, которые могут проникать в ткани, такими как метронидазол или тинидазол. Дилоксанид считается препаратом второго ряда, а паромомицин — препаратом первого ряда.

## Побочные эффекты
Побочные эффекты включают метеоризм, зуд и крапивницу. В целом использование дилоксанида переносится хорошо, токсичность минимальна. Хотя явного риска причинения вреда при использовании во время беременности нет, по возможности следует избегать применения дилоксанида в первом триместре. 
Дилоксанида фуроат не рекомендуется кормящим женщинам и детям младше 2 лет.

## Фармакология
Дилоксанида фуроат разрушает трофозоиты E. histolytica и предотвращает образование амебных кист. Точный механизм действия дилоксанида неизвестен. Дилоксанид структурно родственен хлорамфениколу и может действовать аналогичным образом, разрушая рибосомы
Пролекарство, дилоксанид фуроат, метаболизируется в желудочно-кишечном тракте с высвобождением активного лекарственного средства, дилоксанида.
90 % каждой дозы выводится с мочой, а остальные 10 % — с калом.

## Общество и культура
Он включен в Список основных лекарственных средств Всемирной организации здравоохранения, самые безопасные и эффективные лекарства, необходимые в системе здравоохранения .
Препарат был открыт компанией Boots UK в 1956 году и представлен как фурамид; по состоянию на 2012 год он не был доступен в большинстве развитых стран .